# Andrena omogensis
Andrena omogensis är en biart som beskrevs av Hirashima 1953. Andrena omogensis ingår i släktet sandbin, och familjen grävbin. Inga underarter finns listade i Catalogue of Life.